# 左崴崴
左崴崴（1986年—）是中华人民共和国湖北省武汉市的一名男扮女装车模兼舞者，曾接受过隆胸手术。
左崴崴5岁的时候母亲去世，不久后父亲再婚，她便跟随祖母生活。17岁时祖母去世，她开始找工作谋生。后来她开始了男扮女装的表演工作，离开武汉到福建、上海、洛阳等地进行表演。为了表演效果，她曾穿较小号的鞋子以使得自己的脚更像女性的脚，但也因此患上甲沟炎。
2006年10月，左崴崴到武汉中兰医疗美容医院（现武汉华亚医疗美容医院）接受隆胸手术，手术成功后，她和医院签订协议，让医院拍摄照片用于内部宣传，而医院则减免其手术费。但在2010年年初，左崴崴发现医院公开了她其身份并对外宣传其为「华中第一变性人」。左崴崴对此不满，与医院协商后医院退还手术费并回收相关宣传资料且承诺不再印发。不久后左崴崴又以侵犯肖像权、隐私权和名誉权为由向硚口区人民法院提起诉讼状告医院向其索赔，医院方则称左崴崴当时在签订协议时已承诺放弃相关权利。